# Amidy karboxylových kyselin

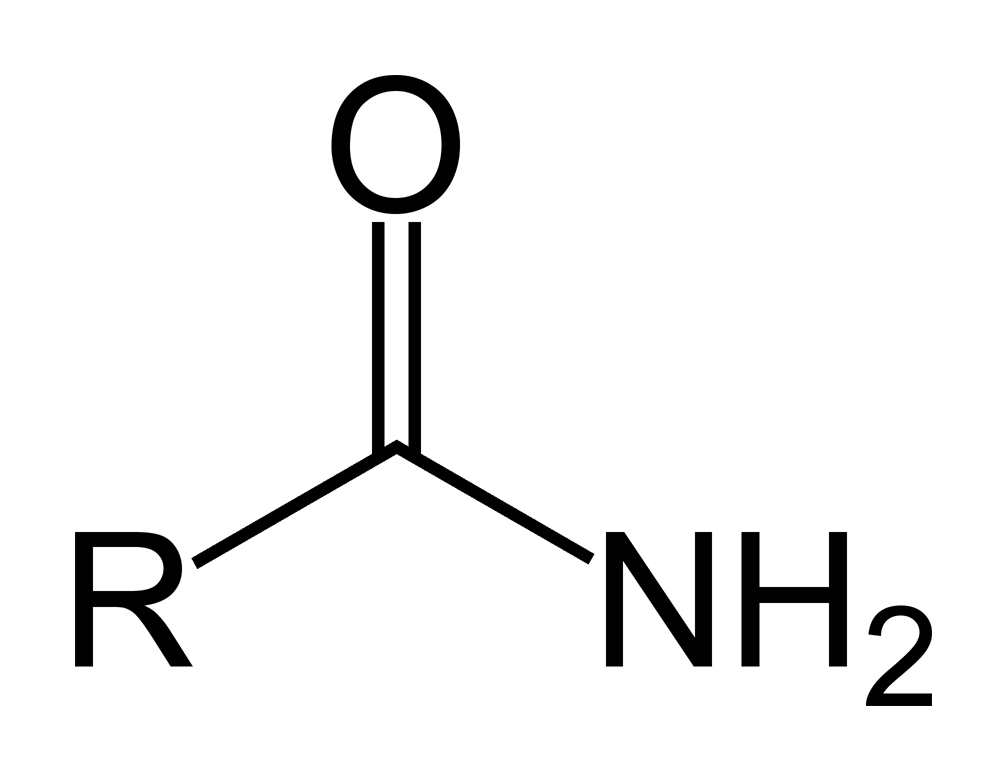
Obecný vzorec amidu karboxylové kyseliny.

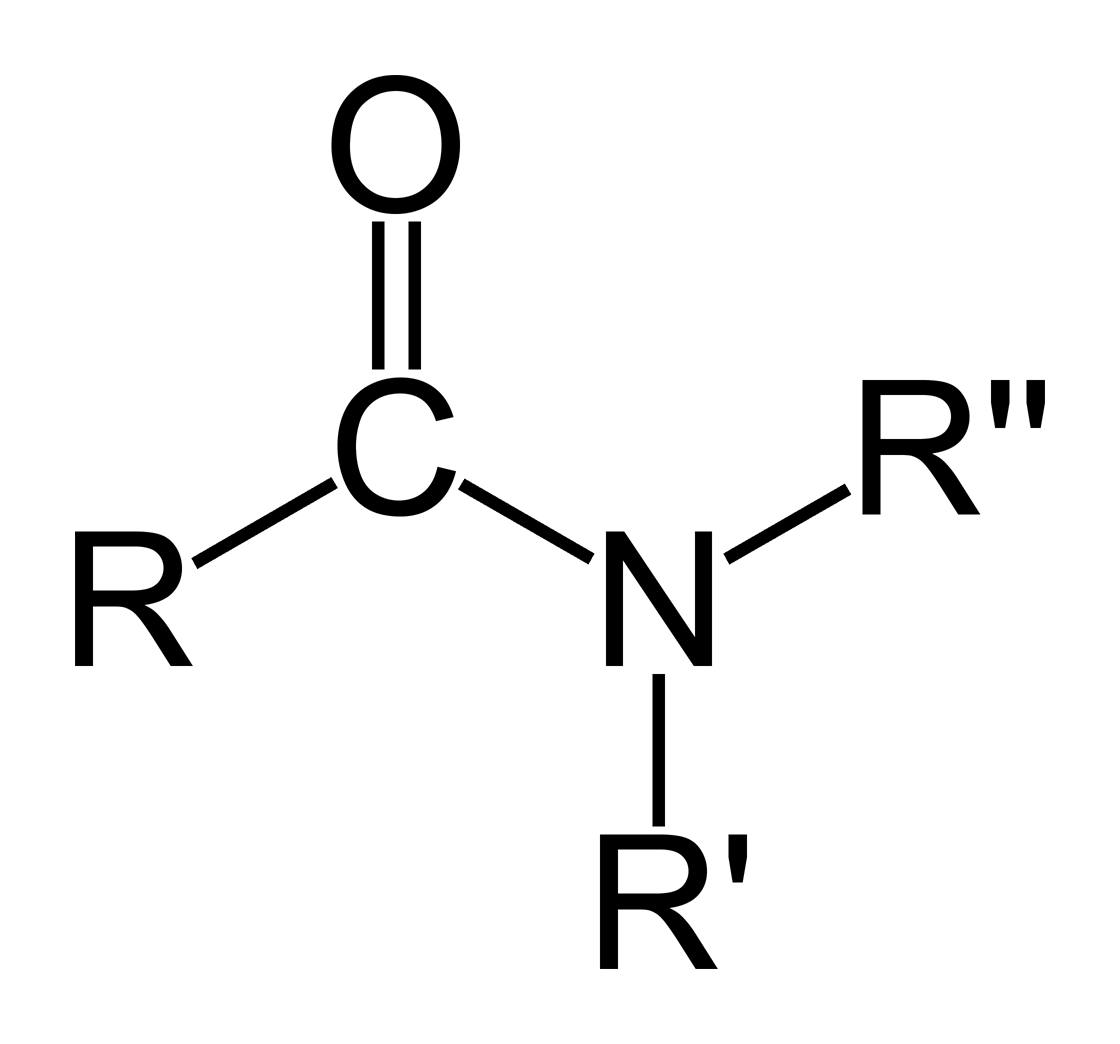
obecný vzorec substituovaného amidu.

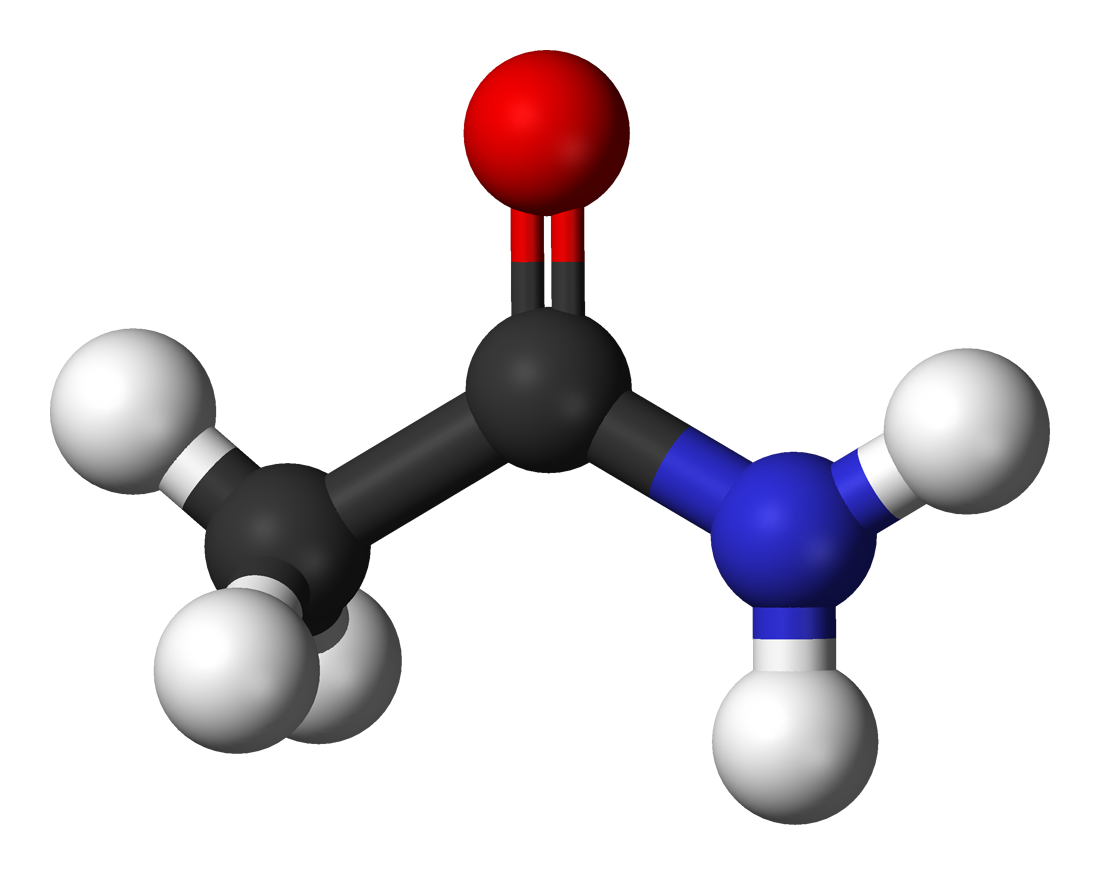
3D model acetamidu

Amidy karboxylových kyselin jsou organické sloučeniny, které vznikají náhradou skupiny OH karboxylové skupiny za aminovou skupinu NH2. Substituované amidy mohou mít místo obou vodíků skupiny NH2 alkyly. Amidy patří mezi funkční deriváty karboxylových kyselin.

## Příprava
- Reakce acylhalogenidu s amoniakem nebo primárním či sekundárním aminem: R-CO-X + NH3 → R-CO-NH2 + HX
- Tepelný rozklad amonných solí karboxylových kyselin: R-CO-ONH4 → R-CO-NH2 + H2O

## Reakce
- Hydrolýzou vznikne příslušná karboxylová kyselina a amoniak nebo primární či sekundární amin: R-CO-NH2 + H2O → R-COOH + NH3
- Dehydratací vznikne nitril: R-CO-NH2 → R-C≡N + H2O

## Názvosloví
- systematický název: základ názvu kyseliny (systematický, latinský) + (di, tri, …) + (karbox)amid
- opisný název: např. „amid kyseliny octové/ethanové“